# St. Achatius (Atteln)

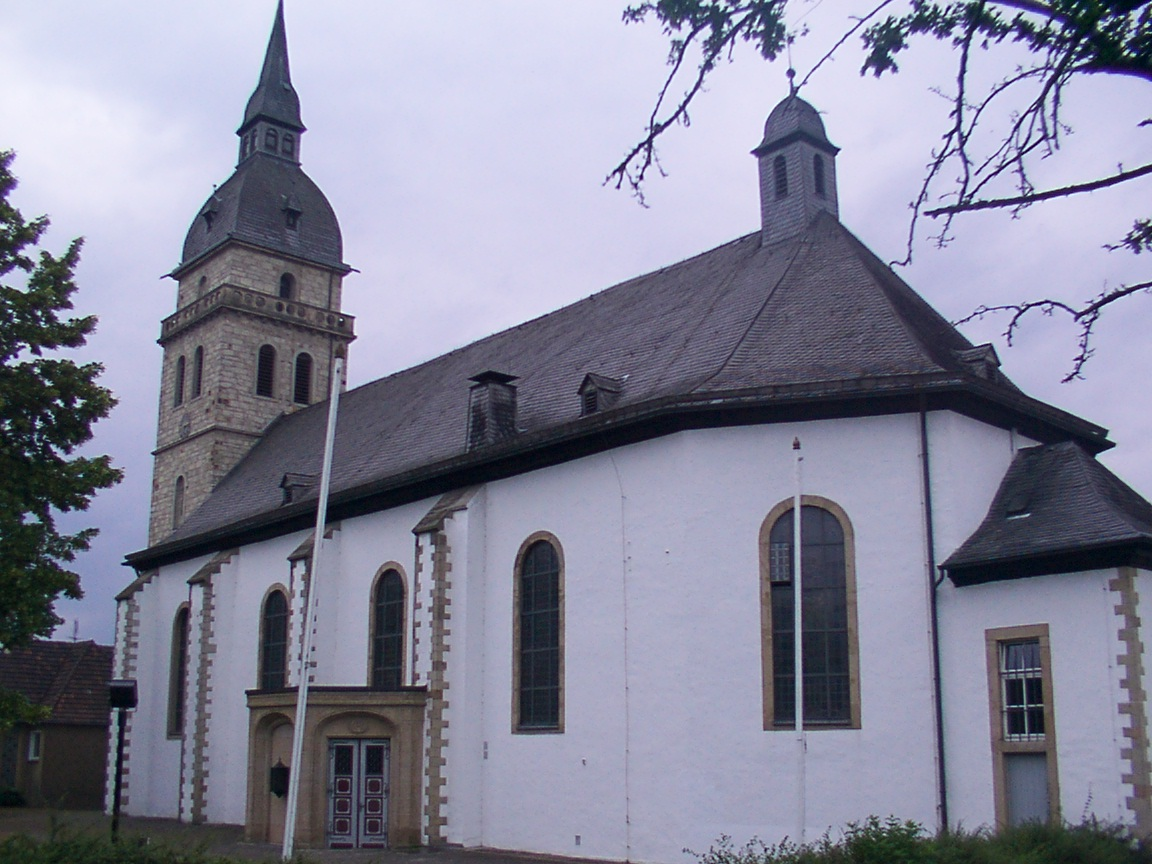
Katholische Kirche St. Achatius

Die katholische Pfarrkirche St. Achatius ist ein denkmalgeschützter Kirchenbau in Atteln, einem Stadtteil von Lichtenau im Kreis Paderborn. Sie steht unter dem Patrozinium des heiligen Achatius von Armenien. Kirche und Gemeinde gehören zum Pastoralverbund Egge-Altenautal im Dekanat Büren-Delbrück des Erzbistums Paderborn.

## Geschichte
Das Gotteshaus wurde 1712 fertiggestellt. Der Altar der Kirche stammt aus dem Jahr 1761. In der Mitte der Pfarrkirche hängt eine Stahlmadonna aus dem 18. Jahrhundert. Damals gab es einen Friedensrichter mit dem Namen Drolshagen in Atteln. Da seine Frau keine Kinder bekam, versprach er Gott, eine Madonna für die Kirche zu stiften, falls seine Frau Kinder bekäme. Wenig später gebar seine Frau Zwillinge. Weil es zwei Kinder waren, stiftete er eine Doppelmadonna. Im Jahr 1900 wurde ein neues Joch angebaut und der Kirchturm erneuert.